# Ask i Embla
En la mitologia escandinava, Ask i Embla (en nòrdic antic: Askr ok Embla [ˈɑskz̠ ok ˈemblɑ]) són els primers humans, creats pels déus, que van engendrar la resta.
La parella està testimoniada tant a l'Edda poètica, compilada al segle xiii a partir de fonts tradicionals anteriors, com a l'Edda en prosa, escrita al segle xiii per Snorri Sturluson.
En ambdues fonts la història és força similar, es diu que mentre Odin i els seus germans passejaven per les vores del gran oceà, es varen trobar amb dos troncs d'arbre. Vili els va donar la raó i sentiments, Ve els sentits de la vista i de l'oïda i Odin l'alè de la vida. Midgard es va convertir en la seva llar. S'han proposat diverses teories per explicar les dues figures, i de tant en tant hi ha referències en la cultura popular.

## Referències

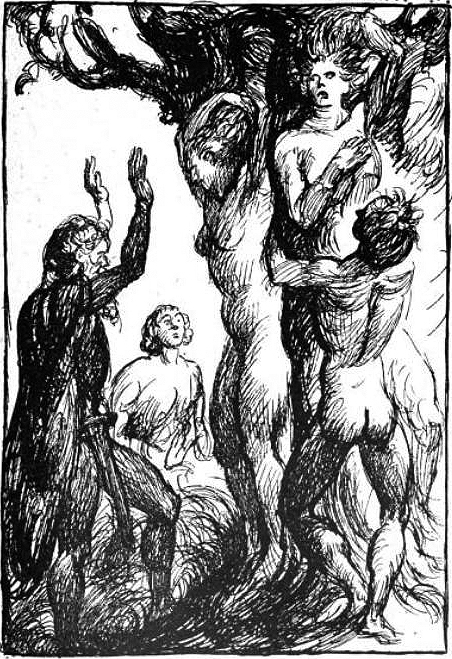
Ask i Embla de Robert Engels